# 腋フェティシズム
腋フェティシズム（わきフェティシズム、Armpit fetishism、maschalagnia）は、腋の下に性的魅力を感じる部分性愛のフェティシズムで、腋での性行為に繋がる可能性がある。「腋フェチ」と略される。

## 臭い
自然な体臭は性的魅力を引き出す強い要因であり
、腋の体臭によってそれが増す。アレックス・カンフォートは、女性が腋を剃ることは「単なる無知な破壊行為」であり、強い性的魅力を消し去るものであると考えた。そのため、デオドラント文化を持つアメリカ人よりもフランス人の方が性的意識が高いと賞賛した。
女性の腋、腋毛、分泌物は、肯定的に評価されるか否定的に評価されるかにかかわらず、女性らしさの不可欠な要素と見なすことができる。ハヴロック・エリスは、（フェチではない文脈で）自分の腋の匂いを嗅ぐことで一時的にエネルギーが増強されるということを見出した。
2013年の研究によると、腋汗に含まれる特定のフェロモン、アンドロスタジエノンは、臭いを嗅いだり舐めたりすると気分が改善することが示されている。

## フェチ
腋に軽いフェチを持つ人は、前戯中にパートナーの腋を舐めたり、キスしたり、味わったり、くすぐったり、臭いを嗅いだりすることを楽しむことが多く、場合によってはパートナーに、数時間または数日間、腋をシャワーして洗ったり、デオドラントを付けないように頼んだりする。
腋窩が膣を象徴しているという考えは、臭いと同様にフェチを決定付けている可能性がある。 しかし、ジークムント・フロイトは、そのようなフェチが問題となるのは、性交という最終目標に取って代わられる前に限られると考えた。

### 腋での性交
アレックス・カンフォートは、腋での性交は摩擦が陰茎の軸に限定されるべきであると述べ、腋での性交を「飛び抜けてやりがいのあるプレイではないが、アイデアが気に入ったなら試してみる価値はある」と考えた。
しかし、ペニスと腋の接触を双方が楽しめないと、カップルの関係にレスを含む問題が生じる可能性がある。

## 文学
- フランスの小説家ジョリス＝カルル・ユイスマンスは、女性の腋にある「スパイス・ボックス」と呼ばれるものの様々な臭いについてのエッセイ「Le Gousset」を書いた[14]。
- ハヴロック・エリスは、ある中国の詩人が恋人に宛てて「あなたの香しい腋…あのつんとくる巣穴」と書いた言葉を引用している[15]。
- オハイオ州から東インド諸島にかけて、腋の下に膣があるという民話が知られている[16]。